# Robert Urbanek
Robert Urbanek (né le 29 avril 1987 à Łęczyca) est un athlète polonais, spécialiste du lancer du disque.

## Biographie
Son meilleur lancer est de 66,93 m réalisé à Halle le 19 mai 2012. Il remporte la médaille de bronze lors des Championnats d'Europe 2014 à Zurich.
Le 9 juillet 2016, Urbanek prend une décevante 9e place en finale des Championnats d'Europe d'Amsterdam avec un jet à 62,18 m.

## Palmarès
| Date | Compétition                       | Lieu             | Résultat | Marque  |
| ---- | --------------------------------- | ---------------- | -------- | ------- |
| 2012 | Championnats d'Europe             | Helsinki         | 6e       | 62,99 m |
| 2013 | Championnats du monde             | Moscou           | 6e       | 64,32 m |
| 2014 | Championnats d'Europe             | Zurich           | 3e       | 63,81 m |
| 2015 | Championnats d'Europe par équipes | Tcheboksary      | 1re      | 63,03 m |
| 2015 | Championnats du monde             | Pékin            | 3e       | 65,18 m |
| 2015 | Ligue de diamant                  | Ligue de diamant | 2e       | détails |
| 2016 | Championnats d'Europe             | Amsterdam        | 9e       | 62,18 m |
| 2017 | Championnats d'Europe par équipes | Lille            | 2e       | 66,25 m |
| 2017 | Championnats du monde             | Londres          | 7e       | 64,15 m |
| 2017 | Ligue de diamant                  | Ligue de diamant | 6e       | 64,20 m |
| 2018 | Ligue de diamant                  | Ligue de diamant | 7e       | 64,03 m |
| 2021 | Coupe d'Europe des lancers        | Split            | 11e      | 60,15 m |

## Records
| Épreuve          | Performance | Lieu  | Date        |
| ---------------- | ----------- | ----- | ----------- |
| Lancer du disque | 66,93 m     | Halle | 19 mai 2012 |